# 小松食品
小松食品株式会社（こまつしょくひん、英: Komatsu Syokuhin Co., Ltd.）は、かつて長野県千曲市に本社・本店を置いていた日本の食品メーカー。本項目では同社に関連する法人についても解説する。

## 概要
小松食品は1966年12月設立、1967年2月創業、エノキタケ・山菜の瓶詰め加工・販売を主な事業とし、一日7万本の製造を行う全国屈指のなめ茸製造メーカーであった。また、信州そばや釜飯などの製造も行っていた。札幌・仙台・新潟・東京・名古屋・金沢・大阪・福岡に営業所を開設し事業を拡大。主力のなめ茸製品を低価格で販売し、シェア2位にまで上りつめた。
しかし不況による需要の落ち込みや円安に伴う原材料価格の増加により採算が悪化した。さらに休眠していた宇宙真理学会を買収しホテル経営を行い、それによる利益の一部を「布施」として計上したとして、2009年の関東信越国税局による税務調査で7年間で14億円の申告漏れ（脱税）を指摘され、実質的に経営していた小松食品の信用が失墜した。これらの要因により、ピーク時の1999年9月期に約19億9100万円を計上していた売上高は、減収傾向に歯止めが掛からず、2014年9月期は約9億3000万円に低下。系列企業への貸付金などにより借入金への依存度が高く窮屈な資金運営となり、2015年8月31日の決済ができず、2015年9月1日付で長野地方裁判所上田支部より破産手続開始の決定を受け破産に至った。負債総額は約13億5000万円。この負債総額は、同年の長野県内で最大であった。また、関連会社であるマルトミは不動産賃貸を、大和商事はホテル経営を行っていたが、小松食品の破産によりこれらの法人も破産した。大和商事は負債総額13億円、マルトミは負債総額約1億円であった。
小松食品の破産後、なめ茸業界では脱価格競争の機運が高まったが、中国産製品やプライベートブランド製品の台頭により、販売価格の下止まりが続いている。

## 商品
小松食品の商品であるビン詰めなめ茸の瓶のキャップにはイラストが描かれているのが特徴であった。描かれているイラストは、ウサギ、ライオン、猫などの動物やピーマン、ニンジンなどの野菜類、サッカーボールを持つ男の子や自転車に乗る女の子など32種類でイラストの掲載は1970年代に始まったという。
発売していた商品は「コマツ」ブランドを冠したなめ茸のほか、ねぎ味噌、山菜、山芋うどん、とろろそば、釜めし、春雨セットなど多岐にわたっていた。なめ茸の中には「ゆず風味」や「四川風」といった特徴的な商品があったほか、甲羅が発売する「赤から」とコラボした味噌なども販売していた。

## 沿革
- 1966年12月 - 小松食品株式会社設立。
- 1967年2月 - 小松食品本店が創業。
- 1968年 - ホテル経営に着手。
- 1992年2月 - 本店隣接地に事務所棟が完成し移転[15]。
- 2009年6月 - 関東信越国税局の税務調査により、実質的に経営していたホテルによる利益について7年間で14億円の申告漏れを指摘される。
- 2015年9月1日 - 破産手続き開始。
- 2020年10月6日 - 法人格消滅。

## 事業所
本社
長野県千曲市内川1250
本店
長野県千曲市羽尾2097
工場・事業所
- 新田工場: 長野県千曲市大字新田2088[16]
- 札幌営業所：北海道札幌市東区北26条東17-2-1[16]
- 仙台営業所：宮城県仙台市若林区古城3-12-23[16]
- 東京営業所：東京都足立区皿沼3-32-14[16]
- 横浜営業所[17]
- 新潟営業所：新潟県新潟市中央区米山8-7[16]
- 金沢営業所：石川県金沢市広岡2-1-24[18]
- 名古屋営業所：愛知県名古屋市名東区一社2-11[16]
- 大阪営業所：大阪府東大阪市中野南2-36[16]
- 福岡営業所：福岡県大野城市大池1-7-2[16]

※ 現在はすべて閉鎖。

## 関連する法人
小松食品は、関連法人が自社を含め少なくとも31あった。ここでは、その中の主な法人を解説する。

### 宇宙真理学会
宗教法人宇宙真理学会（うちゅうしんりがっかい）は1982年に田辺陽彩なる人物により香川県丸亀市原田町に設立された新宗教。1983年に宗教法人の認可を受けている。当初は丸亀市内の平屋の貸事務所で活動し、田辺は執筆活動なども行っていた。1984年頃に同団体は朝日新聞社会部による取材を受けている。それによると、田辺はコンサルタント業で人から相談を受ける中で、宗教を立ち上げようと考えたのだという。この当時は田辺とその夫人、女性事務員の計3人で運営されていた。同団体は超能力の開発を行っていた。取材時、信者に取り付いた霊を払うなどの儀式を記者に見せたというが、これを見た当時の記者は「紙芝居を見ているようだ」と形容している。この取材の中で、田辺は将来は教義に相応しい広大な大殿堂を建てるのが夢だと語っている。
しかし1994年頃までに目立った活動がなくなり、同団体に信者はいなくなったという。本部は、後に香川県仲多度郡多度津町に移転された。1994年に小松食品に買収されたとみられ、以後宇宙真理学会は小松食品の経営者によるホテル事業に使われた。ホテル宿泊料金5500円のうち2000円が布施（喜捨）として計上されたり、損益の付け替えにより他の赤字の小松食品関連法人に収益の一部を帰属させていたりしていた。ホテルの敷地や小松食品の営業所には巨大な観音像を設置するといった光景がみられた。また、ホテルには「喜捨をお願いします」や「世界の恵まれない子供たちに手を差し伸べ、少しでも多くの幼い命を救うために」などと記されたプレートや寄付を募る張り紙、募金箱が設置されており、実際に月に200〜300円くらいの寄付も集まっていた。これらについて2009年の関東信越国税局の調査で2008年2月期までの7年間に約14億円の所得隠しを指摘され、法人税の青色申告承認取消処分、法人税の更正処分及び重加算税賦課決定処分並びに消費税等の更正処分及び重加算税賦課決定処分がなされ、追徴税額は約3億円に及んだ。その後、宇宙真理学会は「実際に国内の恵まれない子にお金を送っている。国税当局とは争う」として異議申し立てをしたが、東京地方裁判所は2012年9月4日にこれらの課税処分は適法という判決を下した。2015年9月に小松食品が破産し、ホテル経営が困難になったため宇宙真理学会は2017年7月20日、長野地方裁判所上田支部から破産手続きの開始決定を受けた。経営していたラブホテル等は、長野県、新潟県、岐阜県、群馬県、静岡県などに少なくとも23軒に及んでいた。

#### 略年表
- 1982年 - 香川県丸亀市に宇宙真理学会が設立される。
- 1983年 - 宇宙真理学会が宗教法人として認可される。
- 2003年4月 - 「ホテル ピア」を差し押さえ物件として取得[26]。
- 2009年 - 関東国税局から約14億円の申告漏れを指摘される[21]。
- 2012年9月4日 - 東京地裁が関東国税局の処分を適法と判断[19]。
- 2017年7月20日 - 宇宙真理学会の破産手続き開始が決定[12]。
- 2018年7月 - 宇宙真理学会が経営していた新潟県上越市大字寺町のラブホテル「ホテル ピア」（旧称：ホテル高田）が営業を停止[26]。

### 大和商事
有限会社大和商事（やまとしょうじ）は1981年6月に設立されたホテル経営を行う企業。法人番号：9100002009871、本社は長野県千曲市羽尾2097。最盛期には長野・群馬・新潟・岐阜・静岡でラブホテルなど複数のホテルを経営し、2008年5月期の売上高は約3億1800万円に達した。しかし資産の売却や競合などにより、2016年5月期の売上高は約7300万円まで減少した。小松食品が破産決定後も営業を継続していたが小松食品からの借入があったため、2015年9月20日に破産が申し立てられた。2016年11月21日には長野地裁上田支部に破産開始が決定され、2016年12月に破産した。

### マルトミ
マルトミ株式会社はかつて不動産賃貸を行っていた企業である。法人番号：4100001006354、本社は長野県千曲市羽尾2097。小松食品の破産により、2016年11月21日に長野地裁上田支部において破産手続きの開始決定を受け、2016年12月に破産した。負債総額は、約1億円。